# Vire (randonnée)
Pour les articles homonymes, voir Vire (homonymie).

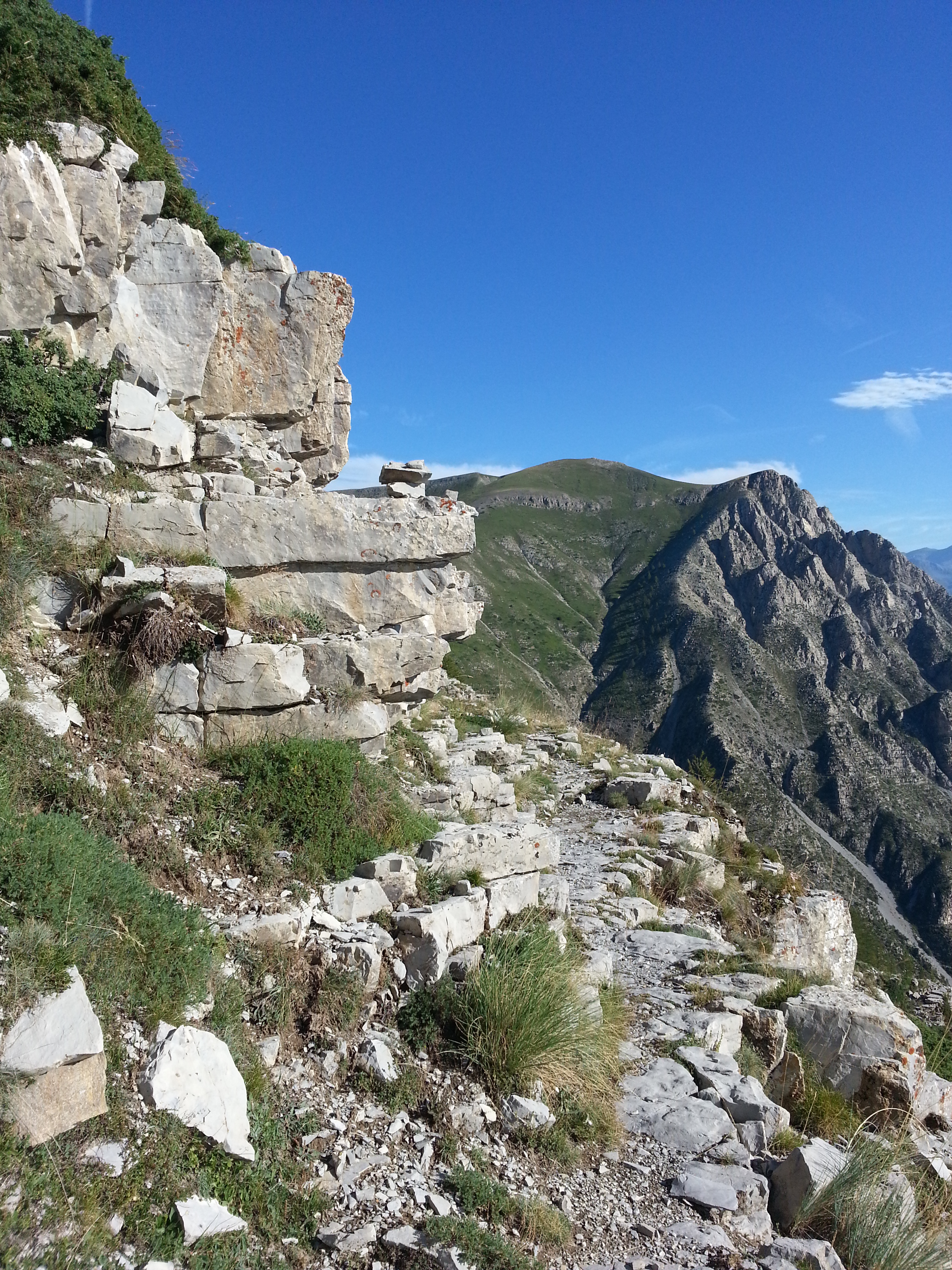
Vire avant le sommet du mont Saint-Honorat sur la commune de Daluis. Ce type de paysage est propice à la pratique de la vire.

Une vire est, dans le vocabulaire du Vercors, une randonnée le long d'une vire, d'où elle tire son nom. On appelle également sangle, ce type de randonnée, en Chartreuse.
La randonnée se fait sans équipement particulier, sinon des bonnes chaussures de marche. Elle peut être entrecoupée de glissade sur des éboulis de pierres.